# Malerkotla

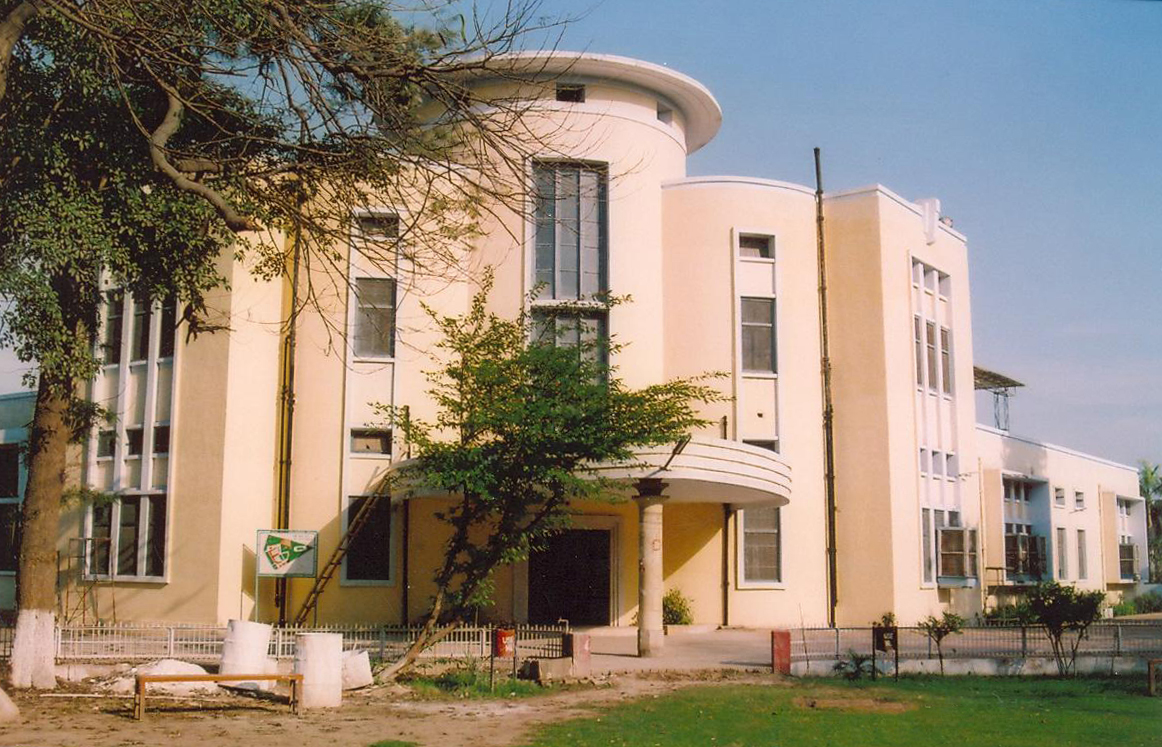
Skola i Malerkotla.

Malerkotla (punjabi: ਮਲੇਰਕੋਟਲਾ, مالیرکوٹلہ; hindi: मलेरकोटला) är en stad i distriktet Sangrur i den indiska delstaten Punjab, och är belägen söder om staden Ludhiana. Folkmängden uppgick till 135 424 invånare vid folkräkningen 2011.